# Comuna Sînîțîne, Kirovske
Sînîțîne (în ucraineană Синицине) este o comună în raionul Kirovske, Republica Autonomă Crimeea, Ucraina, formată din satele Krasnivka, Sînîțîne (reședința) și Vasîlkove.

## Demografie
Componența lingvistică a comunei Sînîțîne
     Rusă (56,81%)
     Tătară crimeeană (30,43%)
     Ucraineană (11%)
     Alte limbi (0,67%)
Conform recensământului din 2001, majoritatea populației comunei Sînîțîne era vorbitoare de rusă (56,81%), existând în minoritate și vorbitori de tătară crimeeană (30,43%) și ucraineană (11%).